# Gyrinus instabilis
Gyrinus instabilis är en skalbaggsart som beskrevs av Henry Clinton Fall. Gyrinus instabilis ingår i släktet Gyrinus och familjen virvelbaggar. Inga underarter finns listade i Catalogue of Life.